# Tévenon
Tévenon est une commune suisse du canton de Vaud, située dans le district du Jura-Nord vaudois.

## Histoire
Lors des référendums du 27 septembre 2009, les communes de Fontanezier, Romairon, Vaugondry et Villars-Burquin ont validé leur fusion pour former une nouvelle commune, Tévenon, qui a vu le jour en juillet 2011.